# Мартинсбург (Пенсилванија)
Мартинсбург (енгл. Martinsburg) град је у америчкој савезној држави Пенсилванија.

## Демографија
По попису из 2010. године број становника је 1.958, што је 278 (-12,4%) становника мање него 2000. године.
| Група             | 2000.         | 2010.         |
| Белци             | 2.217 (99,2%) | 1.921 (98,1%) |
| Афроамериканци    | 0 (0,0%)      | 11 (0,6%)     |
| Азијати           | 1 (0,0%)      | 2 (0,1%)      |
| Хиспаноамериканци | 8 (0,4%)      | 14 (0,7%)     |
| Укупно            | 2.236         | 1.958         |